# Culver's
Culver Franchising System, LLC, marknadsför sig som Culver's, är en amerikansk snabbmatskedja som säljer främst hamburgare, smörgåsar och custard. De hade för år 2020 totalt 782 restauranger varav sex var ägda av Culver's själva medan resten var ägda av franchisetagare. De hade en total försäljning på nästan två miljarder amerikanska dollar för det året. För 2022 har Culver's restauranger i 26 amerikanska delstater. Restaurangkedjan ägs i majoritet av släkten Culver medan riskkapitalbolaget Roark Capital Group är minoritetsägare.

## Historik
Restaurangkedjan grundades den 18 juli 1984 när Craig och Lea Culver, tillsammans med hans föräldrar George och Ruth Culver, öppnade en restaurang med namnet Culver's Frozen Custard and Butterburgers i Sauk City i Wisconsin. George Culver hade tidigare varit restaurangägare och ägde bland annat restaurang tillhörande A&W. I oktober 2017 köpte Roark Capital Group en minoritetsaktiepost i Culver's.